# Osvaldo Padilla

Erzbischofswappen von Osvaldo Padilla

Osvaldo Padilla (* 5. August 1942 in Sogod, Philippinen) ist ein römisch-katholischer Geistlicher, emeritierter Erzbischof Diplomat des Heiligen Stuhls.

## Leben
Osvaldo Padilla empfing am 20. Februar 1966 die Priesterweihe.
Papst Johannes Paul II. ernannte ihn am 17. Dezember 1990 zum Titularerzbischof pro hac vice von Pia und Apostolischen Nuntius in Panama. Die Bischofsweihe spendete ihm der Papst persönlich am 6. Januar des nächsten Jahres; Mitkonsekratoren waren Giovanni Battista Re, Substitut des Staatssekretariates, und Justin Francis Rigali, Sekretär des Kardinalskollegiums. 
1994 wurde er zum Apostolischen Nuntius in Sri Lanka ernannt. Am 22. August 1998 wurde er zum Apostolischen Nuntius in Nigeria ernannt. Am 31. Juli 2003 wurde er zum Apostolischen Nuntius in Costa Rica ernannt. Papst Benedikt XVI. ernannte ihn am 12. April 2008 zum Apostolischen Nuntius in Korea. Am 26. April desselben Jahres wurde er zudem zum Apostolischen Nuntius in der Mongolei ernannt.
Papst Franziskus nahm am 15. September 2017 seinen altersbedingten Rücktritt an.